# Harry Jansson
Pour les articles homonymes, voir Jansson.
Harry Jansson (né le 4 octobre 1959) est un homme politique ålandais.
Diplômé en sciences politiques de l'académie d'Åbo en 1986, il est rédacteur en chef du journal Ålandstidningen de 1994 à 2002 et maire de la commune de Jomala de 2002 à 2007. 
Il est élu au Lagting, le parlement régional d'Åland, en 2007, sous l'étiquette séparatiste Ålands Framtid, mais il rejoint le parti centriste Centre ålandais en 2009. Il en devient le leader le 26 novembre 2010, et est réélu au parlement en 2011,.